# Мисличе
Мисличе (словен. Misliče, итал. Villa Mislice) је насељено место у општини Дивача, Обално-крашка регија, Словенија.

## Историја
До територијалне реорганизације у Словенији биле су у саставу старе општине Сежана.

## Становништво
У попису становништва из 2011. године, Мисличе је имале 41 становника.
| Број становника према пописима | Број становника према пописима | Број становника према пописима |
| ------------------------------ | ------------------------------ | ------------------------------ |
| 1991                           | 2002                           | 2011                           |
| 57                             | 47                             | 41                             |